# (395) Delia
(395) Delia ist ein Asteroid des mittleren Hauptgürtels, der am 30. November 1894 vom französischen Astronomen Auguste Charlois am Observatoire de Nice bei einer Helligkeit von 13,5 mag entdeckt wurde.
Der altgriechische Name Delia bedeutet „die auf der Insel Delos Geborene“. Er ist in der griechischen Mythologie der Beiname der Göttin Artemis, die auf Delos geboren wurde. Delia (als Plural zu Delion) war auch der Name von Festen, die man auf der Insel Delos feierte. Die Benennung erfolgte 1903 durch den Entdecker.

## Wissenschaftliche Auswertung
Aus Ergebnissen der IRAS Minor Planet Survey (IMPS) wurden 1992 erstmals Angaben zu Durchmesser und Albedo für zahlreiche Asteroiden abgeleitet, darunter auch (395) Delia, für die damals Werte von 51,0 km bzw. 0,05 erhalten wurden. Eine Auswertung von Beobachtungen durch das Projekt NEOWISE im nahen Infrarot führte 2012 zu vorläufigen Werten für den Durchmesser und die Albedo im sichtbaren Bereich von 44,2 oder 61,5 km bzw. 0,06 oder 0,03. Nach der Reaktivierung von NEOWISE im Jahr 2013 und Registrierung neuer Daten wurden die Werte 2015 zunächst mit 51,1 oder 56,3 km bzw. 0,03 angegeben und dann 2016 korrigiert zu 51,1 km bzw. 0,04, diese Angaben beinhalten aber alle hohe Unsicherheiten.
In einer Untersuchung aus 2015 wurden die zuvor archivierten photometrischen Messungen des Asteroiden zu einer Rotationsperiode von 19,680 h ausgewertet. Neue Beobachtungen vom 26. Februar bis 8. März 2017 am Oakley Southern Sky Observatory des Rose-Hulman Institute of Technology in Australien lieferten eine lückenhafte Lichtkurve, aus der einer Periode von etwa 18,98 h abgeleitet wurde.
Weitere photometrische Messungen während acht Nächten vom 3. September bis 6. Oktober 2019 am Organ Mesa Observatory in New Mexico bestätigten jedoch den früheren Wert mit einer Rotationsperiode von 19,681 h, wobei die doppelte Periode ausgeschlossen wurde. Auch Beobachtungen vom 10. bis 23. Oktober 2019 am Command Module Observatory in Arizona wurden zu einer Rotationsperiode von etwa 19,77 h ausgewertet.
Aus archivierten Daten des Asteroid Terrestrial-impact Last Alert System (ATLAS) aus dem Zeitraum 2015 bis 2018 wurde in einer Untersuchung von 2020 mit der Methode der konvexen Inversion erstmals ein dreidimensionales Gestaltmodell des Asteroiden für zwei alternative Rotationsachsen mit retrograder Rotation und einer Periode von 19,6803 h berechnet. Aus den gleichen Daten wurde dann in einer weiteren Untersuchung von 2022 mit der Methode der konvexen Inversion eine Rotationsperiode von 19,68 h berechnet.
In einer Untersuchung von 2025 konnte durch thermophysikalische Modellierung erneut ein Gestaltmodell von (395) Delia für zwei alternative Rotationsachsen mit retrograder Rotation und eine Periode von 19,6810 h berechnet werden. Für den effektiven Durchmesser und die Albedo wurden Werte von etwa 52 km bzw. 0,04 abgeleitet. Die Auswertung von zwei Sternbedeckungen durch den Asteroiden vom 7. Juli 2022 und 6. September 2024 ergab zwar keine eindeutigen Hinweise zur Bevorzugung einer der beiden Rotationsachsen, es konnte dabei aber die Größe des Asteroiden zu 55 oder 56 ± 3 km bestimmt werden.